# Abraxas

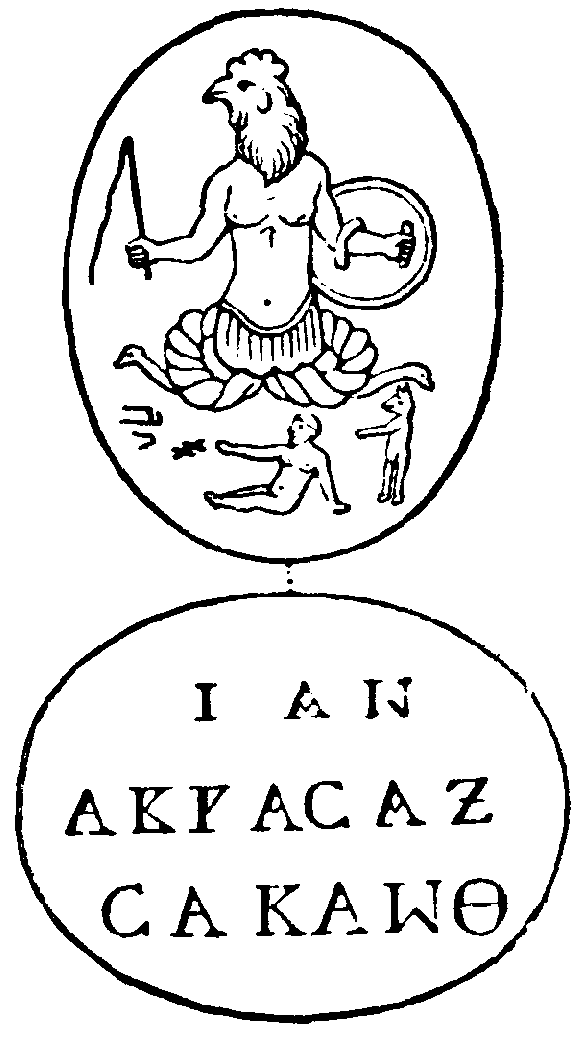
"I A O Abraxas Sabaoth". Detalle de una inscripción procedente de un libro de genealogías nórdico, en una peculiar interpretación del alfabeto griego.

Abraxas (griego bíblico: ἀβραξάς, romanizado: abraxas) es una palabra de significado místico en el sistema del gnóstico Basílides, aplicándose allí al "Gran Arconte" (megas archōn), el princeps de las 365 esferas (ouranoi). La palabra se encuentra en textos gnósticos como el Libro Sagrado del Gran Espíritu Invisible, y también aparece en los Papiros Mágicos Griegos. Fue grabada en ciertas piedras preciosas antiguas, llamadas por eso piedras Abraxas, que se usaban como amuletos o encantos. Como la ortografía inicial de las piedras era Abrasax (Αβρασαξ), la ortografía de Abraxas en la actualidad probablemente se origina en la confusión entre las letras griegas sigma (Σ) y xi (Ξ) en la transliteración latina.
Las siete letras que componen su nombre pueden representar a cada uno de los siete planetas clásicos. La palabra puede estar relacionada con Abracadabra, aunque existen otras explicaciones.
Hay similitudes y diferencias entre tales figuras en los informes sobre las enseñanzas de Basilides, los textos gnósticos antiguos, las tradiciones mágicas grecorromanas más grandes y los escritos mágicos y esotéricos modernos. Las especulaciones han proliferado sobre Abraxas en los últimos siglos, de quien se ha afirmado que es tanto un dios egipcio como un demonio.

## Orígenes
Según Jacques Basnage, Abraxas tiene su origen en los antiguos egipcios, debido a que se han encontrado una gran cantidad de amuletos en los que se representa a Harpócrates sentado en su loto con un látigo en la mano, y la palabra abrasax.
Podría tratarse de un criptograma de origen hebreo, escrito inicialmente en dos líneas ABRA/XAS, que se leen en hebreo boustrophedon, hacen ARBA/XAS, es decir: “Que Dios (ARBA) proteja (XAS)".

## Representaciones

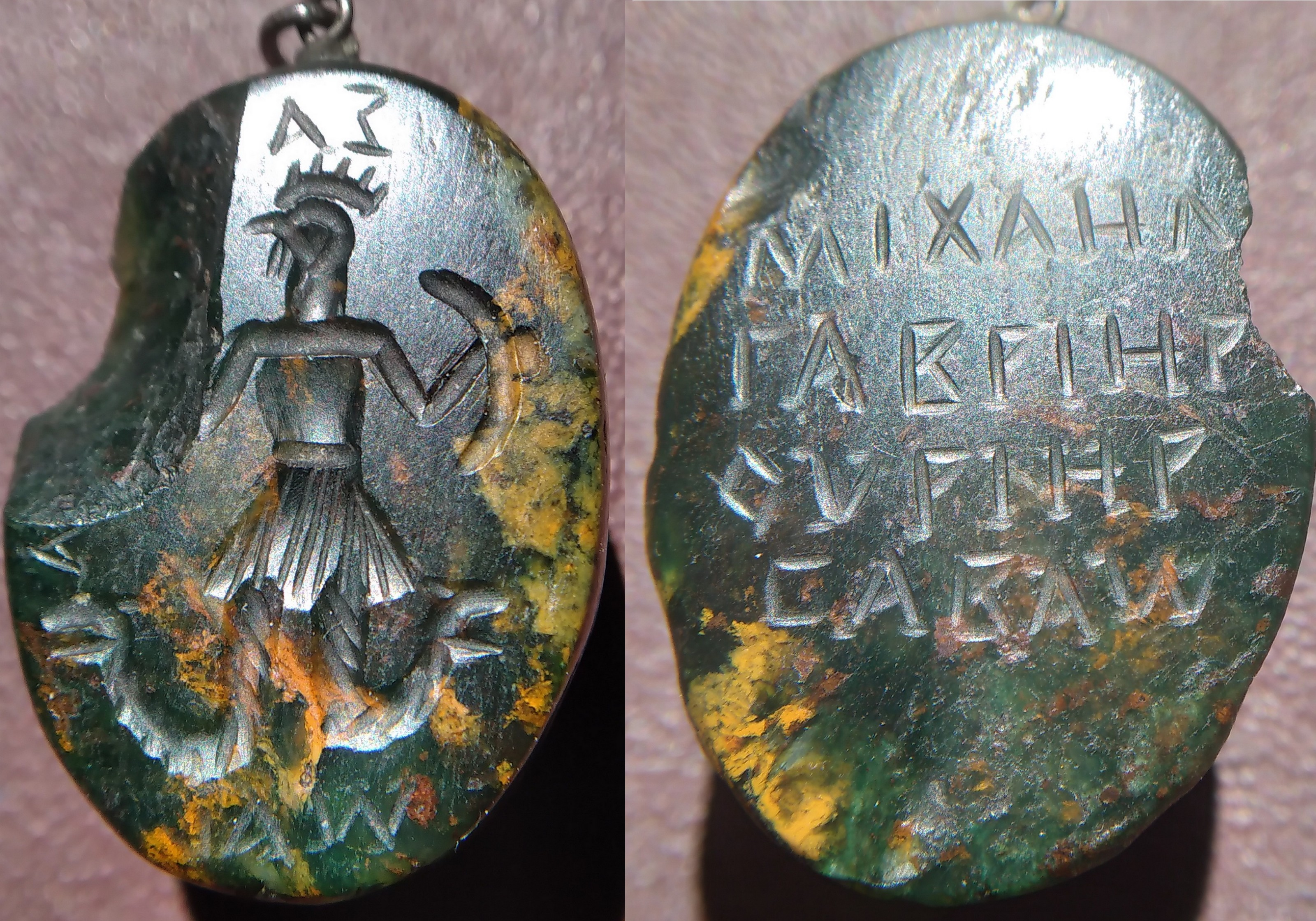
Grabado de hematites, que representa la anguipeda alectrocefálica, debajo de la cual está inscrito "IAW" (Iaô, forma helenizada del nombre del dios judío), y en el lugar del fragmento A[BPAC]AΞ (Abrasax), y en el reverso el nombres de los arcángeles "MIXAHΛ / ΓABPIHP / OVPIHP / CABAW" (Michael / Gabrier / Urier / Sabao[th])

Por lo general, se lo representa como un anguípedo alectorocefálico (o alectrocéfalo, un ser con cabeza de gallo y serpientes en lugar de pies) y un látigo en la mano. A veces también se le describe con cabeza de león, o como un rey que lleva una corona.
Su escudo lleva a menudo el nombre del dios IAW (Iaô), una forma helenizada del nombre del dios judío, una referencia a los pasajes bíblicos donde se dice que Dios es el escudo del hombre. Lleva una coraza militar, probablemente relacionada con el nombre de Sabaoth (Señor de los ejércitos) que aparece a menudo en los grabados. Pero su arma es un látigo.
Este dios se asocia a menudo con Osiris, Harpocrates, Pantheus y Hecate.
Se le representa con serpientes a modo de piernas, como los gigantes de la mitología griega (γιγαc), cuyo nombre está relacionado con el hebreo GiBW que significa "Un hombre alto". Quizá sea necesario aproximarlo a la estirpe de los ángeles descendidos sobre la Tierra habiendo engendrado gigantes con mujeres.
La glíptica romana del siglo II al IV a menudo lo presenta en entalles mágico-religiosos, en particular de jaspe,  de los que el Cabinet des Médailles de la Biblioteca Nacional de Francia conserva unos cuarenta ejemplares.

## Significados
Existen varias interpretaciones del término.
Los basilidianos, herejes del siglo II, habrían utilizado el término para designar a todos los eones, emanaciones divinas, clases de genios o ángeles, que presidían los 365 cielos. Otros interpretan el término como el dios supremo, pero esto no está de acuerdo con la doctrina de Basilides.
El término abraxas, compuesto por siete letras, se refiere en el sistema gnóstico a los siete planetas (y por extensión a los siete arcángeles, los siete pecados, los siete días, etc. ) Desglosado según el sistema de numeración griego (A=1, B=2, R=100, X=60, S=200), luego sumado, las siete letras del término dan el número de días en el ciclo anual, es decir, 365. Por una lógica similar a la del Gran Año, podría ser el símbolo de la totalidad de la creación, del cosmos y del Conocimiento (gnosis).
Según san Jerónimo, Abraxas correspondería al místico y oculto nombre de Mitra o del Sol, cuya suma de las letras, en griego (αβραξας), da el número 365 correspondiente a los días de un año solar.

## En la literatura
Según Hermann Hesse, en su obra Demian, Abraxas es un dios que une simbólicamente lo divino con lo infernal, lo bueno con lo malo y la vida con la muerte.

## En la cultura popular

### Literatura
- En la saga de libros Harry Potter se menciona a un Abraxas Malfoy como abuelo paterno de Draco, uno de los personajes principales.[13]
- La novela Demian de Herman Hesse sostiene gran parte de su desarrollo en estudios relacionados con Abraxas.

### Videojuegos
- En la saga de videojuegos Darksider, en su tercera entrega aparece como jefe opcional del juego.
- En el videojuego Cruelty Squad, aparece como un jefe (en este caso Abraxas está modificado teniendo como cabeza un sol con una cara que se ve de manera recurrente en el juego).
- En el videojuego Genshin Impact Abraxas (también llamado Aberaku no mikoto) es el creador del Dainichi  Mikoshi  (conocido como el Helios), siendo un personaje importante en la historia de Enkanomiya
- En el videojuego MapleStory Abraxas es el Dios principal de los dioses antiguos que reinaban en el caos del universo, antes que los primeros transcendentes y las diosas del Maple, Grandis y Animas decidieran poner orden en el universo, el Dios Primordial, incapaz de soportar el caos del universo, creó a los Supervisores para establecer el orden en el universo. Para ello, los Supervisores crearon reliquias llamadas Esferas Divinas, que se fusionaron con ciertos mortales, conocidos como los Adversarios. Los Adversarios iniciaron entonces una guerra para derrotar a los Dioses Antiguos.
- En el videojuego The Excavation of Hob's Barrow, constituye el dios antiguo y entidad maligna detrás de las desdichas de la protagonista. Se encuentra encerrado en el túmulo homónimo y es liberado al final del juego. Su influencia es representada por un color morado (en referencia seguramente a "A color out of Space" de H.P. Lovecraft).
- En el videojuego Tron: Evolution, Abraxas es el antagonista principal de la entrega siendo un ISO que fue infectado con un virus que afecta a quien Abraxas toque.

### Música
- La Banda sueca de metal sinfónico Therion, escribió una canción de nombre Abraxas en su álbum "[Lemuria]" del año 2004.
- Carlos Santana tiene un álbum de 1970 con ese nombre.
- Abraxas hace aparición en MVs de la banda surcoreana BTS
- Aparece en la portada del álbum Humanity is the devil (1996) de la banda de Hardcore Metal Integrity.
- Se nombra en la canción An die Freude de Wilhelmine
- Rigoberta Bandini titula así una canción de su disco "Jesucrista superstar" (2025) en la que también la nombra.

### Series
- Es el demonio a vencer en el primer capítulo de la segunda temporada de Embrujadas (1998).
- En Hora de Aventura, aparece una entidad en el libro de Simon Petrikov con el nombre Malus o Talus, que comparte todas las características físicas con Abraxas. Aparece sobre un Ouroboros con letras a su alrededor.
- Aparece mencionado y representado en la película "Late Night with the Devil" (2024), como parte de la trama donde el protagonista forma parte del club "Bohemian Grove", haciendo alusión a una secta ocultista.